# Strážnice (Góry Stołowe)
 Strážnice  (pol. Strażnica) 696 m n.p.m. - wzniesienie graniczne w południowo-zachodniej Polsce, w Sudetach Środkowych, w Górach Stołowych, w paśmie Zaworów.

## Położenie
Wzniesienie położone jest w północno-zachodniej części Zaworów, na granicy polsko-czeskiej, około 2,5 km na południowy wschód od centrum miejscowości Chełmsko Śląskie.

## Fizjografia
Wzniesienie o niewyraźnym, słabo wyniesionym wierzchołku, ponad płaską szeroko rozciągniętą południkowo, krótką wierzchowinę szczytową. Wznosi się na granicy polsko-czeskiej, w niewielkiej odległości na północ od Przełęczy Chełmskiej, jako słabo uwypuklona kulminacja w granicznym grzbiecie, ciągnącym się w kierunku południowym równolegle do granicy. Najwyższy punkt wzniesienia położony jest na terytorium Czech. Wzniesienie ma postać krótkiego płaskiego stoliwa o dość stromo opadającym wschodnim i zachodnim zboczu. Zbocze północne prawie o niewidocznym spadku niezauważalnie przechodzi w zbocza sąsiedniego wzniesienia Zielonka, wyższego o 5 m. Południowe zbocze szerokim pasem granicznego grzbietu prawie poziomo ciągnie się w stronę Przełęczy Chełmskiej, przy której na krótkim odcinku stromo opada w dół. Wzniesienie zbudowane jest z górnokredowych piaskowców ciosowych. Płaski szczyt stoliwa oraz zbocza porośnięte są lasem świerkowym, podnóże wzniesienia równolegle do grzbietu po polskiej czeskiej stronie zajmują łąki i pola uprawne.

## Inne
- Północna-zachodnim zboczem poniżej szczytu równolegle do linii grzbietowej przebiega droga lokalna Chełmsko Śląskie - Mieroszów
- Na południe od wzniesienia na terytorium Czech rozciąga się masyw skalnego miasta Adrspach.

## Turystyka
Szczytem prowadzi szlak turystyczny
- zielony – szlak graniczny prowadzący od Tłumaczowa na Przełęcz Okraj w Karkonoszach.